# Radula obconica
Radula obconica là một loài rêu trong họ Radulaceae. Loài này được Sull. mô tả khoa học đầu tiên năm 1856.